# سيهون
سيهون (بالسندية: سيوهڻ)‏ يشار إليها أيضًا باسم سيهون شريف، وهي مدينة تاريخية تقع في مديرية جامشورو بإقليم السند في باكستان. تشتهر المدينة بكونها موطنًا لأحد أهم المزارات الصوفية في باكستان، وهو ضريح لعل شهباز قلندار.